# Giancarlo Gagliardi
Giancarlo Gagliardi (Busto, 26 december 1943) is een Italiaans autocoureur. Hij schreef zich in 1972 in voor één Formule 1-race, zijn thuisrace van dat jaar voor het team Politoys, maar zijn auto was op het moment van de race niet aanwezig op het Autodromo Nazionale Monza, waardoor hij de race niet kon starten.
In 1971, 1974 en 1975 deed Gagliardi ook mee aan de 24 uur van Le Mans. In 1971 reed hij voor het team Scuderia Filipinetti met als teamgenoot Corrado Manfredini, maar finishte de race niet. In 1974 reed hij voor het North American Racing Team met als teamgenoot Jean-Louis Lafosse, maar haalde opnieuw de finish niet. In 1975 reed hij voor het Heiddeger Racing Team met als teamgenoten Daniel Brillat en Michel Degoumois. Zij haalden als 27e de finish door 251 ronden af te leggen, 85 ronden minder dan de winnaars Derek Bell en Jacky Ickx.